# سیارک ۷۱۱

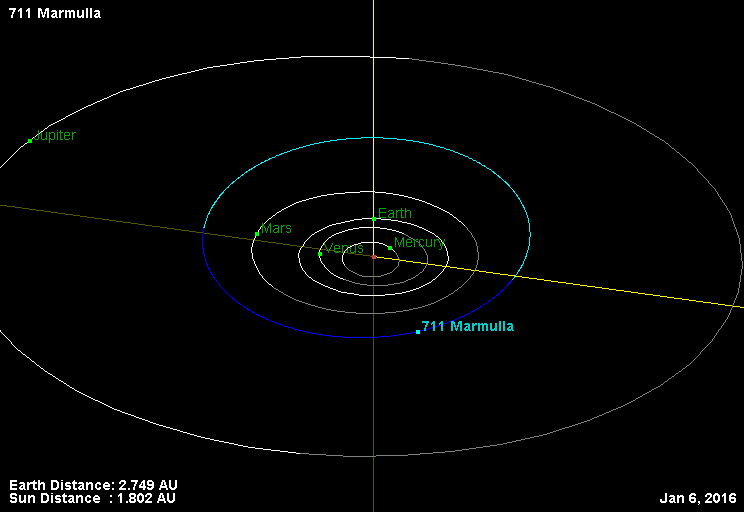
نمایی از محل قرارگیری سیارک ۷۱۱ در مدار – ۲۰۱۶

سیارک ۷۱۱ (به انگلیسی: 711 Marmulla، نامگذاری:1911LN) هفتصد و یازدهمین سیارک کشف شده‌است که در ۱ مارس ۱۹۱۱ و در وین کشف شد.
قدر مطلق سیارک برابر ۱۱٫۹۰ است.